# إف.كوز
إف.كوز ((هانغل: 포커즈)، «فوكوز»)، هي فرقة فتيان كورية جنوبية تدار بواسطة تونز ويل إنترتينمنت (قبل 2014 بواسطة كان إنترتينمنت). الفرقة كان ظهورها لأول مرة في 8 يناير، 2010 مع أغنيتهم المنفردة الأولى، "Jiggy" على ميوزيك بانك. إف.كوز ظهروا أصلا كفرقة بأربعة أعضاء (Jinon، LeeU، Kan، و Yejun)، لكن LeeU كان رحيله عن الفرقة في 23 أغسطس، 2011 لمتابعة مهنته كمغني منفرد. إف.كوز روجت بختصار كفرقة بثلاثة أعضاء في اليابان، ولكن إنضم إليها أعضاء جدد وهم Daegun وRaehyun في 2012. نادي المعجبين الرسمي لإف.كوز هو 'For U' ولونهم هو لؤلؤي فضي خفيف.

## الأعضاء

### حاليا
- Jinon (Kim Jin-chul 김진철)
- Kim Dae-gun (김대건)
- Kim Rae-hyun (김래현)
- Kan (Choi Young-hak 최영학)
- Shim Ye-jun (심예준)[10][11]

### سابقا
- LeeU (Lee Seung-hyun 이승현)[12]

## وصلات خارجية
- الموقع الرسمي بالكورية
- الموقع الرسمي باليابانية
- الموقع الرسمي بالتايوانية
- CAN Entertainment Homepage (كورية)